# (28626) Meghanshea
(28626) Meghanshea est un astéroïde de la ceinture principale d'astéroïdes.

## Description
(28626) Meghanshea est un astéroïde de la ceinture principale d'astéroïdes. Il fut découvert le 29 mars 2000 à Socorro (Nouveau-Mexique) par le projet LINEAR. Il présente une orbite caractérisée par un demi-grand axe de 2,49 UA, une excentricité de 0,12 et une inclinaison de 5,4° par rapport à l'écliptique.

## Compléments